# Nova Araçá
Nova Araçá là một đô thị thuộc bang Rio Grande do Sul, Brasil. Đô thị này có diện tích 74,36 km², dân số năm 2007 là 3775 người, mật độ 50,77 người/km².